# Bélita
Bélita est un village du Cameroun, situé dans la région de l'Est et dans le département de la Kadey. Il est localisé dans la commune de Ndelele sur la route de Kobi à Ngoura et à Batouri.

## Population
Bélita fait partie du canton Kaka Bera. En 1965, 26 habitants sont recensés à Bélita principalement des kaka.
Le recensement de 2005 y dénombre 140 habitants dont 73 de sexe masculin et 67 de sexe féminin.